# National Football League 2016
La stagione NFL 2016 è stata la 97ª stagione sportiva della National Football League, la massima lega professionistica statunitense di football americano. La stagione è iniziata l'8 settembre 2016. La finale del campionato, il Super Bowl LI, si è disputata il 5 febbraio 2017 all'NRG Stadium di Houston, Texas e ha visto la vittoria dei New England Patriots, al loro quinto titolo, sugli Atlanta Falcons ai tempi supplementari.
Per la prima volta da quando gli Houston Oilers lasciarono la città per Nashville nel 1997, una franchigia si è trasferita da una città a un'altra, con i Rams che hanno lasciato St. Louis per fare ritorno a Los Angeles, dove avevano già giocato dal 1946 al 1994. Per la prima volta dalla stagione 2003, nessuna delle due partecipanti al Super Bowl dell'anno precedente si qualificò per playoff. Il 2016 è stata anche l'ultima stagione dei San Diego Chargers prima del ritorno nella loro città d'origine, Los Angeles, nel 2017.

## Stagione regolare
La stagione è iniziata giovedì 8 settembre con l'incontro allo Sports Authority Field at Mile High di Denver fra i Broncos padroni di casa e i Carolina Panthers, le due squadre che il 7 febbraio avevano disputato il Super Bowl 50 terminato con la vittoria della franchigia del Colorado. Gli accoppiamenti intraconference e interconference sono i seguenti:
Intraconference
- AFC North vs. AFC East
- AFC South vs. AFC West
- NFC North vs. NFC East
- NFC South vs. NFC West

Interconference
- AFC East vs. NFC West
- AFC North vs. NFC East
- AFC South vs. NFC North
- AFC West vs. NFC South

### Risultati della stagione regolare
- La qualificazione ai play-off è indicata in verde (tra parentesi è indicato il seed).

| AFC East                 |    |    |   |     |     |     |
| Squadra                  | V  | S  | P | PCT | PF  | PS  |
| (1) New England Patriots | 14 | 2  | 0 | 875 | 441 | 250 |
| (6) Miami Dolphins       | 10 | 6  | 0 | 625 | 363 | 380 |
| Buffalo Bills            | 7  | 9  | 0 | 438 | 399 | 378 |
| New York Jets            | 5  | 11 | 0 | 313 | 275 | 409 |

| NFC East            |    |   |   |     |     |     |
| Squadra             | V  | S | P | PCT | PF  | PS  |
| (1) Dallas Cowboys  | 13 | 3 | 0 | 813 | 421 | 306 |
| (5) New York Giants | 11 | 5 | 0 | 688 | 310 | 284 |
| Washington Redskins | 8  | 7 | 1 | 531 | 396 | 383 |
| Philadelphia Eagles | 7  | 9 | 0 | 438 | 367 | 331 |

| AFC North               |    |    |   |     |     |     |
| Squadra                 | V  | S  | P | PCT | PF  | PS  |
| (3) Pittsburgh Steelers | 11 | 5  | 0 | 688 | 399 | 327 |
| Baltimore Ravens        | 8  | 8  | 0 | 500 | 343 | 321 |
| Cincinnati Bengals      | 6  | 9  | 1 | 406 | 325 | 315 |
| Cleveland Browns        | 1  | 15 | 0 | 63  | 264 | 452 |

| NFC North             |    |    |   |     |     |     |
| Squadra               | V  | S  | P | PCT | PF  | PS  |
| (4) Green Bay Packers | 10 | 6  | 0 | 625 | 432 | 388 |
| (6) Detroit Lions     | 9  | 7  | 0 | 563 | 346 | 358 |
| Minnesota Vikings     | 8  | 8  | 0 | 500 | 327 | 307 |
| Chicago Bears         | 3  | 13 | 0 | 188 | 279 | 399 |

| AFC South            |   |    |   |     |     |     |
| Squadra              | V | S  | P | PCT | PF  | PS  |
| (4) Houston Texans   | 9 | 7  | 0 | 563 | 279 | 328 |
| Tennessee Titans     | 9 | 7  | 0 | 563 | 381 | 378 |
| Indianapolis Colts   | 8 | 8  | 0 | 500 | 411 | 392 |
| Jacksonville Jaguars | 3 | 13 | 0 | 188 | 318 | 400 |

| NFC South            |    |    |   |     |     |     |
| Squadra              | V  | S  | P | PCT | PF  | PS  |
| (2) Atlanta Falcons  | 11 | 5  | 0 | 688 | 540 | 406 |
| Tampa Bay Buccaneers | 9  | 7  | 0 | 563 | 354 | 369 |
| New Orleans Saints   | 7  | 9  | 0 | 438 | 469 | 454 |
| Carolina Panthers    | 6  | 10 | 0 | 375 | 369 | 402 |

| AFC West               |    |    |   |     |     |     |
| Squadra                | V  | S  | P | PCT | PF  | PS  |
| (2) Kansas City Chiefs | 12 | 4  | 0 | 750 | 389 | 311 |
| (5) Oakland Raiders    | 12 | 4  | 0 | 750 | 416 | 385 |
| Denver Broncos         | 9  | 7  | 0 | 563 | 333 | 297 |
| San Diego Chargers     | 5  | 11 | 0 | 313 | 411 | 423 |

| NFC West             |    |    |   |     |     |     |
| Squadra              | V  | S  | P | PCT | PF  | PS  |
| (3) Seattle Seahawks | 10 | 5  | 1 | 656 | 354 | 292 |
| Arizona Cardinals    | 7  | 8  | 1 | 469 | 418 | 362 |
| Los Angeles Rams     | 4  | 12 | 0 | 250 | 224 | 394 |
| San Francisco 49ers  | 2  | 14 | 0 | 125 | 309 | 480 |

spareggi
1. ↑  I Jets hanno finito davanti ai Chargers in base alle vittorie con gli stessi avversari (1-4 contro 0-5).
2. ↑  I Ravens hanno finito davanti ai Colts in base al miglior record di vittorie di conference(7-5 contro 5-7).
3. ↑  I Lions hanno ottenuto il seed 6 sui Buccaneers in base alle vittorie con gli stessi avversari (3-2 contro 2-3).
4. ↑  I Texans hanno ottenuto il seed 4 sui Titans in base al miglior risultato nella division(5-1 contro 2-4).
5. ↑  I Titans hanno finito davanti ai Broncos in base alla vittoria nello scontro diretto.
6. ↑  I Saints hanno finito davanti agli Eagles in base al miglior record di vittorie di conference (6-6 contro 5-7).
7. ↑  I Chiefs hanno ottenuto il seed 2 sui Raiders in base alle vittorie negli scontri diretti.

## Play-off
I play-off sono iniziati il 7 e l'8 gennaio 2017 con il Wild Card Round. Sono quindi previsti i Divisional Playoffs il 14 e il 15 gennaio e i Conference Championships il 22 gennaio. Il Super Bowl LI è stato disputato il 5 febbraio 2017 all'NRG Stadium di Houston, Texas.

### Seeding
| Seed | American Football Conference              | National Football Conference            |
| ---- | ----------------------------------------- | --------------------------------------- |
| 1    | New England Patriots (vincitori AFC East) | Dallas Cowboys (vincitori NFC East)     |
| 2    | Kansas City Chiefs (vincitori AFC West)   | Atlanta Falcons (vincitori NFC South)   |
| 3    | Pittsburgh Steelers (vincitori AFC North) | Seattle Seahawks (vincitori NFC West)   |
| 4    | Houston Texans (vincitori AFC South)      | Green Bay Packers (vincitori NFC North) |
| 5    | Oakland Raiders (Wild Card)               | New York Giants (Wild Card)             |
| 6    | Miami Dolphins (Wild Card)                | Detroit Lions (Wild Card)               |

### Incontri
| Wild Card Game | Wild Card Game                | Wild Card Game                | Wild Card Game                |    |             | Divisional Play-off       | Divisional Play-off            | Divisional Play-off       |                               |                               | Conference Championship       | Conference Championship | Conference Championship |  |  | Super Bowl LI | Super Bowl LI | Super Bowl LI | Super Bowl LI | Super Bowl LI |
|                |                               |                               |                               |    |             |                           |                                |                           |                               |                               |                               |                         |                         |  |  |               |               |               |               |               |
|                | 8 gennaio - Lambeau Field     | 8 gennaio - Lambeau Field     | 8 gennaio - Lambeau Field     |    |             | 15 gennaio - AT&T Stadium | 15 gennaio - AT&T Stadium      | 15 gennaio - AT&T Stadium |                               |                               |                               |                         |                         |  |  |               |               |               |               |               |
|                | 8 gennaio - Lambeau Field     | 8 gennaio - Lambeau Field     | 8 gennaio - Lambeau Field     |    |             | 15 gennaio - AT&T Stadium | 15 gennaio - AT&T Stadium      | 15 gennaio - AT&T Stadium |                               |                               |                               |                         |                         |  |  |               |               |               |               |               |
|                | 8 gennaio - Lambeau Field     | 8 gennaio - Lambeau Field     | 8 gennaio - Lambeau Field     |    |             | 15 gennaio - AT&T Stadium | 15 gennaio - AT&T Stadium      | 15 gennaio - AT&T Stadium |                               |                               |                               |                         |                         |  |  |               |               |               |               |               |
|                | 8 gennaio - Lambeau Field     | 8 gennaio - Lambeau Field     | 8 gennaio - Lambeau Field     |    |             | 15 gennaio - AT&T Stadium | 15 gennaio - AT&T Stadium      | 15 gennaio - AT&T Stadium |                               |                               |                               |                         |                         |  |  |               |               |               |               |               |
|                | 5                             | New York                      | 13                            |    |             | 15 gennaio - AT&T Stadium | 15 gennaio - AT&T Stadium      | 15 gennaio - AT&T Stadium |                               |                               |                               |                         |                         |  |  |               |               |               |               |               |
|                | 5                             | New York                      | 13                            | 4  | Green Bay   | 34                        |                                |                           |                               |                               |                               |                         |                         |  |  |               |               |               |               |               |
|                | 4                             | Green Bay                     | 38                            | 4  | Green Bay   | 34                        |                                |                           | 22 gennaio - Georgia Dome     | 22 gennaio - Georgia Dome     | 22 gennaio - Georgia Dome     |                         |                         |  |  |               |               |               |               |               |
|                | 4                             | Green Bay                     | 38                            | 1  | Dallas      | 31                        |                                |                           | 22 gennaio - Georgia Dome     | 22 gennaio - Georgia Dome     | 22 gennaio - Georgia Dome     |                         |                         |  |  |               |               |               |               |               |
|                |                               |                               |                               | 1  | Dallas      | 31                        |                                |                           | 22 gennaio - Georgia Dome     | 22 gennaio - Georgia Dome     | 22 gennaio - Georgia Dome     |                         |                         |  |  |               |               |               |               |               |
|                |                               |                               |                               |    |             |                           |                                |                           | 22 gennaio - Georgia Dome     | 22 gennaio - Georgia Dome     | 22 gennaio - Georgia Dome     |                         |                         |  |  |               |               |               |               |               |
|                | 7 gennaio - CenturyLink Field | 7 gennaio - CenturyLink Field | 7 gennaio - CenturyLink Field | 4  | Green Bay   | 21                        |                                |                           |                               |                               |                               |                         |                         |  |  |               |               |               |               |               |
|                | 7 gennaio - CenturyLink Field | 7 gennaio - CenturyLink Field | 7 gennaio - CenturyLink Field | 4  | Green Bay   | 21                        | 14 gennaio - Georgia Dome      |                           |                               |                               |                               |                         |                         |  |  |               |               |               |               |               |
|                | 7 gennaio - CenturyLink Field | 7 gennaio - CenturyLink Field | 7 gennaio - CenturyLink Field |    | 2           | Atlanta                   | 44                             |                           |                               |                               |                               |                         |                         |  |  |               |               |               |               |               |
|                | 7 gennaio - CenturyLink Field | 7 gennaio - CenturyLink Field | 7 gennaio - CenturyLink Field |    | 2           | Atlanta                   | 44                             |                           |                               |                               |                               |                         |                         |  |  |               |               |               |               |               |
|                | 6                             | Detroit                       | 6                             |    |             |                           |                                |                           |                               |                               |                               |                         |                         |  |  |               |               |               |               |               |
|                | 6                             | Detroit                       | 6                             | 3  | Seattle     | 20                        |                                |                           |                               |                               |                               |                         |                         |  |  |               |               |               |               |               |
|                | 3                             | Seattle                       | 26                            | 3  | Seattle     | 20                        |                                |                           | 5 febbraio - NRG Stadium      | 5 febbraio - NRG Stadium      | 5 febbraio - NRG Stadium      |                         |                         |  |  |               |               |               |               |               |
|                | 3                             | Seattle                       | 26                            | 2  | Atlanta     | 36                        |                                |                           | 5 febbraio - NRG Stadium      | 5 febbraio - NRG Stadium      | 5 febbraio - NRG Stadium      |                         |                         |  |  |               |               |               |               |               |
|                |                               |                               |                               | 2  | Atlanta     | 36                        |                                |                           |                               | 5 febbraio - NRG Stadium      | 5 febbraio - NRG Stadium      |                         |                         |  |  |               |               |               |               |               |
|                |                               |                               |                               |    |             |                           |                                |                           |                               | 5 febbraio - NRG Stadium      | 5 febbraio - NRG Stadium      |                         |                         |  |  |               |               |               |               |               |
|                | 7 gennaio - NRG Stadium       | 7 gennaio - NRG Stadium       | 7 gennaio - NRG Stadium       | N2 | Atlanta     | 28                        |                                |                           |                               |                               |                               |                         |                         |  |  |               |               |               |               |               |
|                | 7 gennaio - NRG Stadium       | 7 gennaio - NRG Stadium       | 7 gennaio - NRG Stadium       | N2 | Atlanta     | 28                        | 14 gennaio - Gillette Stadium  |                           |                               |                               |                               |                         |                         |  |  |               |               |               |               |               |
|                | 7 gennaio - NRG Stadium       | 7 gennaio - NRG Stadium       | 7 gennaio - NRG Stadium       |    | A1          | New England               | 34                             |                           |                               |                               |                               |                         |                         |  |  |               |               |               |               |               |
|                | 7 gennaio - NRG Stadium       | 7 gennaio - NRG Stadium       | 7 gennaio - NRG Stadium       |    | A1          | New England               | 34                             |                           |                               |                               |                               |                         |                         |  |  |               |               |               |               |               |
|                | 5                             | Oakland                       | 14                            |    |             |                           |                                |                           |                               |                               |                               |                         |                         |  |  |               |               |               |               |               |
|                | 5                             | Oakland                       | 14                            | 4  | Houston     | 16                        |                                |                           |                               |                               |                               |                         |                         |  |  |               |               |               |               |               |
|                | 4                             | Houston                       | 27                            | 4  | Houston     | 16                        |                                |                           | 22 gennaio - Gillette Stadium | 22 gennaio - Gillette Stadium | 22 gennaio - Gillette Stadium |                         |                         |  |  |               |               |               |               |               |
|                | 4                             | Houston                       | 27                            | 1  | New England | 34                        |                                |                           | 22 gennaio - Gillette Stadium | 22 gennaio - Gillette Stadium | 22 gennaio - Gillette Stadium |                         |                         |  |  |               |               |               |               |               |
|                |                               |                               |                               | 1  | New England | 34                        |                                |                           | 22 gennaio - Gillette Stadium | 22 gennaio - Gillette Stadium | 22 gennaio - Gillette Stadium |                         |                         |  |  |               |               |               |               |               |
|                |                               |                               |                               |    |             |                           |                                |                           | 22 gennaio - Gillette Stadium | 22 gennaio - Gillette Stadium | 22 gennaio - Gillette Stadium |                         |                         |  |  |               |               |               |               |               |
|                | 8 gennaio - Heinz Field       | 8 gennaio - Heinz Field       | 8 gennaio - Heinz Field       | 3  | Pittsburgh  | 17                        |                                |                           |                               |                               |                               |                         |                         |  |  |               |               |               |               |               |
|                | 8 gennaio - Heinz Field       | 8 gennaio - Heinz Field       | 8 gennaio - Heinz Field       | 3  | Pittsburgh  | 17                        | 15 gennaio - Arrowhead Stadium |                           |                               |                               |                               |                         |                         |  |  |               |               |               |               |               |
|                | 8 gennaio - Heinz Field       | 8 gennaio - Heinz Field       | 8 gennaio - Heinz Field       |    | 1           | New England               | 36                             |                           |                               |                               |                               |                         |                         |  |  |               |               |               |               |               |
|                | 8 gennaio - Heinz Field       | 8 gennaio - Heinz Field       | 8 gennaio - Heinz Field       |    | 1           | New England               | 36                             |                           |                               |                               |                               |                         |                         |  |  |               |               |               |               |               |
|                | 6                             | Miami                         | 12                            |    |             |                           |                                |                           |                               |                               |                               |                         |                         |  |  |               |               |               |               |               |
|                | 6                             | Miami                         | 12                            | 3  | Pittsburgh  | 18                        |                                |                           |                               |                               |                               |                         |                         |  |  |               |               |               |               |               |
|                | 3                             | Pittsburgh                    | 30                            | 3  | Pittsburgh  | 18                        |                                |                           |                               |                               |                               |                         |                         |  |  |               |               |               |               |               |
|                | 3                             | Pittsburgh                    | 30                            | 2  | Kansas City | 16                        |                                |                           |                               |                               |                               |                         |                         |  |  |               |               |               |               |               |

### Vincitore
| Vincitori del Super Bowl LI New England Patriots 5º titolo |

## Cambi di allenatore

### Prima della stagione
| Squadra              | Allenatore 2015 | Interim 2015  | Sostituto 2016 | Motivo        | Note   |
| -------------------- | --------------- | ------------- | -------------- | ------------- | ------ |
| Cleveland Browns     | Mike Pettine    | Mike Pettine  | Hue Jackson    | Licenziamento | [ 5 ]  |
| Miami Dolphins       | Joe Philbin     | Dan Campbell  | Adam Gase      | Licenziamento | [ 6 ]  |
| New York Giants      | Tom Coughlin    | Tom Coughlin  | Ben McAdoo     | Dimissioni    | [ 7 ]  |
| Philadelphia Eagles  | Chip Kelly      | Pat Shurmur   | Doug Pederson  | Licenziamento | [ 8 ]  |
| San Francisco 49ers  | Jim Tomsula     | Jim Tomsula   | Chip Kelly     | Licenziamento | [ 9 ]  |
| Tampa Bay Buccaneers | Lovie Smith     | Lovie Smith   | Dirk Koetter   | Licenziamento | [ 10 ] |
| Tennessee Titans     | Ken Whisenhunt  | Mike Mularkey | Mike Mularkey  | Licenziamento | [ 11 ] |

### A stagione in corso
| Squadra              | Allenatore iniziale | Motivo        | Allenatore ad interim | Note          |
| -------------------- | ------------------- | ------------- | --------------------- | ------------- |
| Los Angeles Rams     | Jeff Fisher         | Licenziamento | John Fassel           | [ 12 ]        |
| Jacksonville Jaguars | Gus Bradley         | Licenziamento | Doug Marrone          | [ 13 ] [ 14 ] |
| Buffalo Bills        | Rex Ryan            | Licenziamento | Anthony Lynn          | [ 15 ]        |

## Record e traguardi
Settimana 1
- Cam Newton segnò il suo 44º touchdown su corsa in carriera, superando Steve Young per il maggior numero di TD su corsa messi a segno da un quarterback nella storia della NFL. Newton, che aveva passato un touchdown nel primo quarto, superò lo stesso Young per il maggior numero di gare in carriera con un touchdown passato e uno su corsa, 32.[16]
- Drew Brees pareggiò Peyton Manning per il maggior numero di gare da 400 yard passate in carriera (17 complessivamente, inclusi i playoff).[17]

Settimana 2
- Drew Brees superò Dan Marino al terzo posto nella classifica delle yard passate in carriera.[18]

Settimana 4
- Frank Gore superò Marshall Faulk al 10º posto nella classifica di tutti i tempi per yard corse in carriera.[19]
- Matt Ryan e Julio Jones divennero la prima coppia quarterback/wide receiver nella storia della NFL con 500 yard passate e 300 ricevute in una singola partita.[20]
- Matthew Stafford superò il record NFL di Dan Marino per il maggior numero di yard passate nelle prime cento gare in carriera con 27.174.[21]

Settimana 5
- Bill Belichick vinse la gara numero 250 in carriera (inclusi i playoff). Divenne il quarto allenatore a tagliare tale traguardo dopo Don Shula (347 vittorie), George Halas (324) e Tom Landry (270).[22]

Settimana 6
- Dak Prescott superò il record NFL per il maggior numero di passaggi tentati ad inizio carriera senza subire un intercetto, un primato precedentemente detenuto da Tom Brady con 162.[23] Portò tale striscia a 176 passaggi, prima di essere intercettato da Morgan Burnett quella stessa partita.[24]
- Tom Brady divenne il quarto quarterback della storia a completare 5.000 passaggi in carriera, dopo Brett Favre, Peyton Manning e Drew Brees.[25]
- Drew Brees stabilì un nuovo record per il maggior numero di gare da 400 yard passate nella stagione regolare con 15.[26] Inoltre divenne il quinto giocatore a passare 50.000 yard con una sola squadra, dopo Peyton Manning (Colts), Brett Favre (Packers), Dan Marino (Dolphins), Tom Brady (Patriots) e John Elway (Broncos).[27]

Settimana 7
- Jay Ajayi corse 214 yard. Con le 204 yard corse la settimana precedente divenne il quarto giocatore della storia a correre almeno 200 yard in due gare consecutive, dopo O.J. Simpson (che vi riuscì per due volte), Earl Campbell e Ricky Williams.[28]
- Adam Vinatieri stabilì un nuovo record NFL per il maggior numero di field goal trasformati consecutivamente nella stagione regolare con 43, superando il vecchio primato di Mike Vanderjagt.[29] La sua striscia si fermò a quota 44 quando ne sbagliò uno nella settimana 11.[30]
- Matt Ryan stabilì un record NFL per il maggior numero di partite consecutive con almeno 200 yard passate con 46.[31]
- Il pareggio per 6-6 tra Seahawks e Cardinals fu il primo senza che fosse segnato alcun touchdown dall'introduzione della regola dei tempi supplementari nel 1974.[32] Per i Seahawks si trattò del primo pareggio della storia della franchigia. In precedenza erano la più antica squadra a non averne fatto registrare alcuno, incluse le gare di pre-stagione.

Settimana 8
- I Redskins e i Bengals conclusero la loro partita a Londra per 27–27.  Fu la prima volta che una gara delle International Series terminò senza un vincitore (e la prima ad essersi protratta fino ai tempi supplementari). Fu anche la prima volta dalla stagione 1997 che vi furono due pareggi nella stessa stagione.[33]
- I Raiders subirono 23 penalità per un totale di 200 yard, stabilendo un nuovo primato NFL per il maggior numero di penalità da parte di una squadra in una singola gara.[34]

Settimana 9
- I San Francisco 49ers stabilirono un record NFL negativo, concedendo a un giocatore avversario di correre cento o più yard per la settima gara consecutiva.[35]

Settimana 10
- Stefon Diggs dei Minnesota Vikings divenne il primo giocatore della storia della NFL a fare registrare almeno 13 ricezioni in due gare consecutive.[36]
- Per la prima volta nella storia della lega, due diverse partite nella stessa giornata, Cowboys–Steelers e Seahawks–Patriots, videro almeno sette cambi di leadership.[37]

Settimana 11
- Un record giornaliero di 12 extra point furono sbagliati, inclusi tre in stadi al coperto.[38]
- I Dallas Cowboys guadagnarono 417 yard nette totali, l'ottava gara consecutiva oltre le 400 yard, pareggiando le strisce più lunghe della storia dei (New England Patriots del 2007 e dei Denver Broncos del 2013).[39]
- Antonio Brown raggiunse le 600 ricezioni alla 96ª gara in carriera, il minor numero di sempre. Brown sorpassò il precedente primato di Anquan Boldin che vi era riuscito in 98.[39]
- Steve Smith divenne il 14º giocatore a fare registrare 1.000 ricezioni in carriera.[40]

Settimana 12
- Con la vittoria dei Patriots, Tom Brady raggiunse Peyton Manning quale unico altro quarterback nella storia a vincere 200 partite tra stagione regolare e playoff.[41] La squadra divenne inoltre la prima della vecchia American Football League a raggiungere le 500 vittorie complessive, inclusi i playoff.[42] Brady infine divenne il quinto quarterback a passare 60.000 yard nella stagione regolare.[42]

Settimana 13
- Con la vittoria di New England, Tom Brady divenne il quarterback più vincente della storia tra stagione regolare e playoff.[43]
- Larry Fitzgerald divenne il giocatore più giovane della storia (33 anni, 95 giorni) a raggiungere le 1.100 ricezioni in carriera.[44]

Settimana 14
- Matthew Stafford fece registrare la sua ottava vittoria in rimonta nel quarto periodo della stagione, superando il primato di Peyton Manning, che vi era riuscito per sette volte con gli Indianapolis Colts nel 2009.[45]
- Anquan Boldin superò Andre Johnson al decimo posto nella classifica delle yard ricevute in carriera.[46]

Settimana 15
- Con la vittoria per 16–3  sui Denver Broncos, i New England Patriots vinsero per l'ottavo anno consecutivo il titolo della AFC East division. Superarono così i Los Angeles Rams, che avevano vinto il titolo della NFC West division ogni anno dal 1973 al 1979.[47]

Settimana 16
- I Pittsburgh Steelers raggiunsero la loro 600ª vittoria nella stagione regolare, la quarta squadra a tagliare tale traguardo dopo Chicago Bears, Green Bay Packers e New York Giants.[48]
- Bill Belichick vinse la sua 200ª partita nella stagione regolare con i New England Patriots. Divenne così il quinto capo-allenatore a tagliare tale traguardo con una sola franchigia dopo George Halas, Don Shula, Tom Landry e Curly Lambeau.[49]

Settimana 17
- Matthew Stafford superò le 30.000 yard passate in carriera alla 109ª partita, superando il precedente record condiviso da Dan Marino e Kurt Warner.[50]
- Tom Brady superò Dan Marino al quarto posto di tutti i tempi per yard passate in carriera.

## Leader della lega
| Categoria              | Giocatore                                  | N.         |
| Yard passate           | Drew Brees (NO)                            | 5.208 yard |
| Touchdown passati      | Aaron Rodgers (GB)                         | 40         |
| Yard corse             | Ezekiel Elliott (DAL)                      | 1.631 yard |
| Touchdown su corsa     | LeGarrette Blount (NE)                     | 18         |
| Ricezioni              | Larry Fitzgerald (ARI)                     | 107        |
| Yard ricevute          | T.Y. Hilton (IND)                          | 1.448 yard |
| Touchdown su ricezione | Jordy Nelson (GB)                          | 14         |
| Tackle totali          | Bobby Wagner (SEA)                         | 167        |
| Sack                   | Vic Beasley (ATL)                          | 15,5       |
| Intercetti             | Casey Hayward (SD)                         | 7          |
| Fumble forzati         | Vic Beasley (ATL) e Bruce Irvin (OAK)      | 6          |
| Fumble recuperati      | Kiko Alonso (MIA) e Whitney Mercilus (HOU) | 4          |
| Safety                 | 9 giocatori                                | 1          |

## Premi

### Premi stagionali

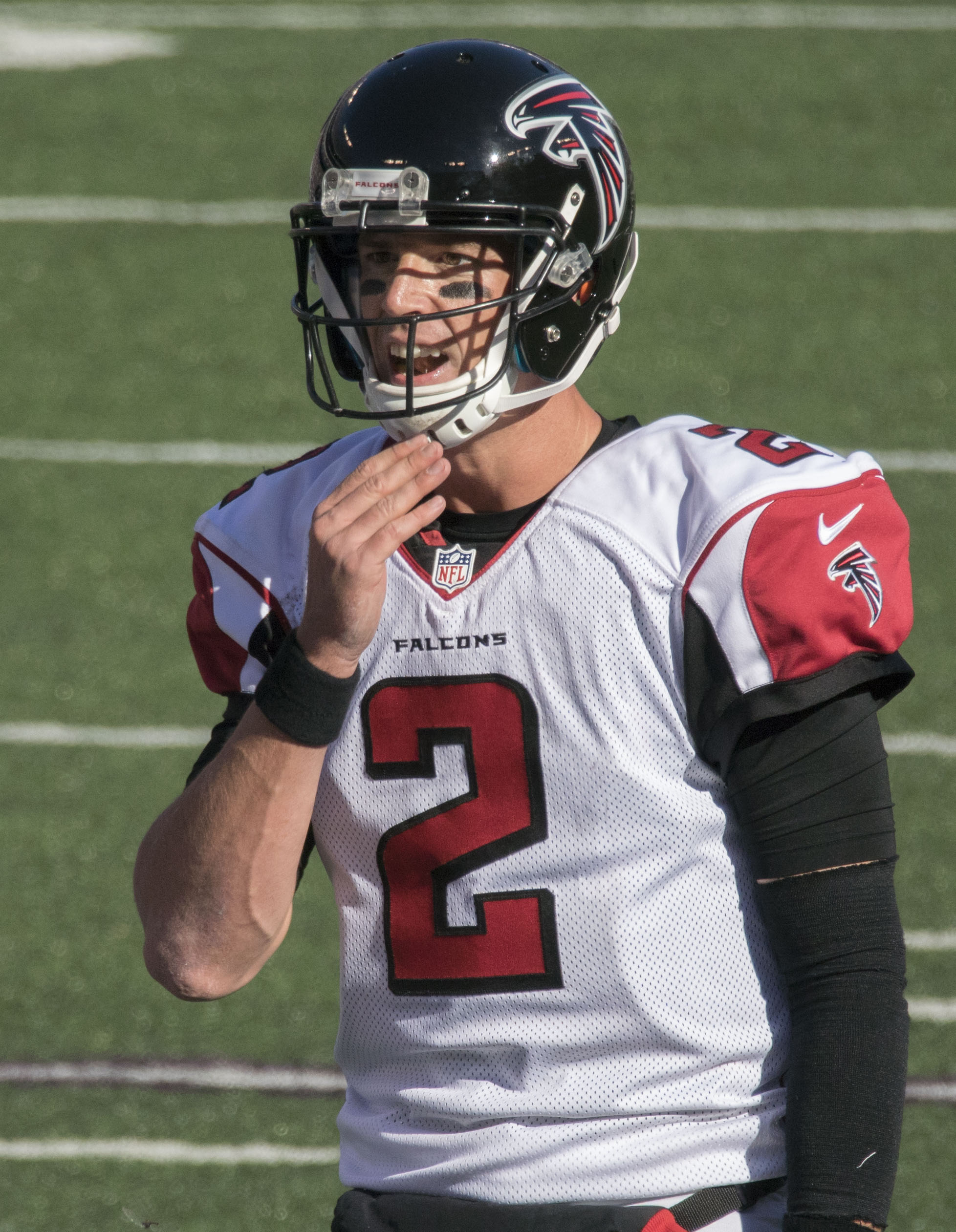
Nel 2016, Matt Ryan fu premiato come MVP della NFL e come giocatore offensivo dell'anno

| Premio                            | Vincitore                    | Ruolo                     | Squadra                           |
| --------------------------------- | ---------------------------- | ------------------------- | --------------------------------- |
| MVP della NFL                     | Matt Ryan                    | Quarterback               | Atlanta Falcons                   |
| Giocatore offensivo dell'anno     | Matt Ryan                    | Quarterback               | Atlanta Falcons                   |
| Difensore dell'anno               | Khalil Mack                  | Defensive End             | Oakland Raiders                   |
| Allenatore dell'anno              | Jason Garrett                | Allenatore                | Dallas Cowboys                    |
| Rookie offensivo dell'anno        | Dak Prescott                 | Quarterback               | Dallas Cowboys                    |
| Rookie difensivo dell'anno        | Joey Bosa                    | Defensive End             | San Diego Chargers                |
| Comeback Player of the Year       | Jordy Nelson                 | Wide Receiver             | Green Bay Packers                 |
| Walter Payton NFL Man of the Year | Larry Fitzgerald Eli Manning | Wide Receiver Quarterback | Arizona Cardinals New York Giants |
| PFWA Dirigente dell'anno          | Reggie McKenzie              | General Manager           | Oakland Raiders                   |
| MVP del Super Bowl                | Tom Brady                    | Quarterback               | New England Patriots              |

### All-Pro team
I seguenti giocatori sono stati inseriti nel First-team All-Pro dall'Associated Press:
| Offense       | Offense                                        |
| ------------- | ---------------------------------------------- |
| Quarterback   | Matt Ryan, Atlanta                             |
| Running back  | Ezekiel Elliott, Dallas David Johnson, Arizona |
| Wide receiver | Antonio Brown, Pittsburgh Julio Jones, Atlanta |
| Tight end     | Travis Kelce, Kansas City                      |
| Left tackle   | Tyron Smith, Dallas                            |
| Left guard    | Kelechi Osemele, Oakland                       |
| Centro        | Travis Frederick, Dallas                       |
| Right guard   | Zack Martin, Dallas                            |
| Right tackle  | Jack Conklin, Tennessee                        |

| Defense          | Defense                                                   |
| ---------------- | --------------------------------------------------------- |
| Edge rusher      | Khalil Mack, Oakland Vic Beasley, Atlanta                 |
| Interior lineman | Aaron Donald, Los Angeles Damon Harrison, New York Giants |
| Linebacker       | Von Miller, Denver Bobby Wagner, Seattle Sean Lee, Dallas |
| Cornerback       | Aqib Talib, Denver Marcus Peters, Kansas City             |
| Safety           | Landon Collins, New York Giants Eric Berry, Kansas City   |

| Placekicker    | Justin Tucker, Baltimore         |
| Punter         | Johnny Hekker, Los Angeles       |
| Kick returner  | Cordarrelle Patterson, Minnesota |
| Special teamer | Matthew Slater, New England      |

### Giocatori della settimana/mese
| Settimana/ mese | Offensivo Giocatore della settimana/mese | Offensivo Giocatore della settimana/mese | Difensivo Giocatore della settimana/mese | Difensivo Giocatore della settimana/mese | Special team Giocatore della settimana/mese | Special team Giocatore della settimana/mese |
| Settimana/ mese | AFC                                      | NFC                                      | AFC                                      | NFC                                      | AFC                                         | NFC                                         |
| --------------- | ---------------------------------------- | ---------------------------------------- | ---------------------------------------- | ---------------------------------------- | ------------------------------------------- | ------------------------------------------- |
| 1               | DeAngelo Williams (Steelers)             | Jameis Winston (Buccaneers)              | Whitney Mercilus (Texans)                | Eric Kendricks (Vikings)                 | Stephen Gostkowski (Patriots)               | Sam Martin (Lions)                          |
| 2               | Ryan Fitzpatrick (Jets)                  | Stefon Diggs (Vikings)                   | Von Miller (Broncos)                     | Marcus Cooper (Cardinals)                | Lawrence Guy (Ravens)                       | Janoris Jenkins (Giants)                    |
| 3               | Trevor Siemian (Broncos)                 | Carson Wentz (Eagles)                    | Marcus Peters (Chiefs)                   | Everson Griffen (Vikings)                | Ryan Allen (Patriots)                       | Dustin Hopkins (Redskins)                   |
| Sett.           | LeGarrette Blount (Patriots)             | Matt Ryan (Falcons)                      | Von Miller (Broncos)                     | Fletcher Cox (Eagles)                    | Justin Tucker (Ravens)                      | Dustin Hopkins (Redskins)                   |
| 4               | Ben Roethlisberger (Steelers)            | Julio Jones (Falcons)                    | Zach Brown (Bills)                       | Aaron Donald (Rams)                      | Will Fuller (Texans)                        | Jon Ryan (Seahawks)                         |
| 5               | Tom Brady (Patriots)                     | David Johnson (Cardinals)                | Nickell Robey-Coleman (Bills)            | Darius Slay (Lions)                      | Adam Vinatieri (Colts)                      | Jamison Crowder (Redskins)                  |
| 6               | Jay Ajayi (Dolphins)                     | Odell Beckham (Giants)                   | Dont'a Hightower (Patriots)              | David Irving (Cowboys)                   | Drew Kaser (Chargers)                       | Wil Lutz (Saints)                           |
| 7               | Jay Ajayi (Dolphins)                     | Davante Adams (Packers)                  | Denzel Perryman (Chargers)               | Landon Collins (Giants)                  | Marquette King (Raiders)                    | Josh Huff (Eagles)                          |
| 8               | Derek Carr (Raiders)                     | Jordan Howard (Bears)                    | Bradley Roby (Broncos)                   | Star Lotulelei (Panthers)                | Shane Lechler (Texans)                      | Wil Lutz (Saints)                           |
| Ott.            | Tom Brady (Patriots)                     | David Johnson (Cardinals)                | Lorenzo Alexander (Bills)                | Cliff Avril (Seahawks)                   | Adam Vinatieri (Colts)                      | Matt Bryant (Falcons)                       |
| 9               | Melvin Gordon (Chargers)                 | Matt Ryan (Falcons)                      | Khalil Mack (Raiders)                    | Landon Collins (Giants)                  | Jordan Todman (Colts)                       | Matt Prater (Lions)                         |
| 10              | Marcus Mariota (Titans)                  | Ezekiel Elliott (Cowboys)                | Eric Berry (Chiefs)                      | Kam Chancellor (Seahawks)                | Justin Simmons (Broncos)                    | Johnny Hekker (Rams)                        |
| 11              | Tom Brady (Patriots)                     | Kirk Cousins (Redskins)                  | Stephon Tuitt (Steelers)                 | Xavier Rhodes (Vikings)                  | Dan Carpenter (Bills)                       | Roberto Aguayo (Buccaneers)                 |
| 12              | Tyreek Hill (Chiefs)                     | Mark Ingram (Saints)                     | Khalil Mack (Raiders)                    | Jason Pierre-Paul (Giants)               | Justin Tucker (Ravens)                      | Matt Prater (Lions)                         |
| Nov.            | Marcus Mariota (Titans)                  | Kirk Cousins (Redskins)                  | Khalil Mack (Raiders)                    | Landon Collins (Giants)                  | Cairo Santos (Chiefs)                       | Matt Prater (Lions)                         |
| 13              | Andrew Luck (Colts)                      | David Johnson (Cardinals)                | Eric Berry (Chiefs)                      | Akiem Hicks (Bears)                      | Stephen Gostkowski (Patriots)               | Matt Prater (Lions)                         |
| 14              | Le'Veon Bell (Steelers)                  | Aaron Rodgers (Packers)                  | Geno Atkins (Bengals)                    | Vic Beasley (Falcons)                    | Tyreek Hill (Chiefs)                        | Brad Wing (Giants)                          |
| 15              | Matt Moore (Dolphins)                    | Devonta Freeman (Falcons)                | Bruce Irvin (Raiders)                    | Ha Ha Clinton-Dix (Packers)              | Ryan Succop (Titans)                        | Brad Wing (Giants)                          |
| Dic.            | Le’Veon Bell (Steelers)                  | Aaron Rodgers (Packers)                  | Quintin Demps (Texans)                   | Vic Beasley (Falcons)                    | Tyreek Hill (Chiefs)                        | Johnny Hekker (Rams)                        |
| 17              | Julian Edelman (Patriots)                | Matt Ryan (Falcons)                      | Robert Mathis (Colts)                    | Dominique Rodgers-Cromartie (Giants)     | Tyreek Hill (Chiefs)                        | Bryan Anger (Buccaneers)                    |

| Mese  | Rookie del mese           | Rookie del mese          |
| Mese  | Offensivo                 | Difensivo                |
| ----- | ------------------------- | ------------------------ |
| Sett. | Carson Wentz (Eagles)     | Deion Jones (Falcons)    |
| Ott.  | Ezekiel Elliott (Cowboys) | Joey Bosa (Chargers)     |
| Nov.  | Dak Prescott (Cowboys)    | Noah Spence (Buccaneers) |
| Dic.  | Jordan Howard (Bears)     | Joey Bosa (Chargers)     |

## Televisione

### Partite più viste della stagione regolare
| Pos. | Data                  | Gara                 | Gara | Gara                | Gara | Network | Spett. (milioni) | TV Rating |
| ---- | --------------------- | -------------------- | ---- | ------------------- | ---- | ------- | ---------------- | --------- |
| 1    | 24 novembre, 4:30 ET  | Washington Redskins  | 26   | Dallas Cowboys      | 31   | Fox     | 35.1             | 14.5      |
| 2    | 13 novembre, 4:25 ET  | Dallas Cowboys       | 35   | Pittsburgh Steelers | 30   | Fox     | 28.9             | 16.4      |
| 3    | 16 ottobre, 4:25 ET   | Dallas Cowboys       | 30   | Green Bay Packers   | 16   | Fox     | 28.0             | 15.8      |
| 4    | 24 novembre, 12:30 ET | Minnesota Vikings    | 13   | Detroit Lions       | 16   | CBS     | 27.6             | 13.0      |
| 5    | 11 settembre, 4:25 ET | New York Giants      | 20   | Dallas Cowboys      | 19   | Fox     | 27.5             | 15.5      |
| 6    | 11 dicembre, 8:30 ET  | Dallas Cowboys       | 7    | New York Giants     | 10   | NBC     | 26.5             | 14.9      |
| 7    | 4 dicembre, 4:25 ET   | New York Giants      | 14   | Pittsburgh Steelers | 24   | Fox     | 25.4             | 14.6      |
| 8    | 8 settembre, 8:30 ET  | Carolina Panthers    | 20   | Denver Broncos      | 21   | NBC     | 25.2             | 14.6      |
| 9    | 11 dicembre, 4:25 ET  | Seattle Seahawks     | 10   | Green Bay Packers   | 38   | Fox     | 25.2             | 14.4      |
| 10   | 18 dicembre, 4:25 ET  | New England Patriots | 16   | Denver Broncos      | 3    | CBS     | 25.0             | 14.2      |